# James Bay (piosenkarz)
James Bay (ur. 4 września 1990) – brytyjski piosenkarz, autor piosenek i gitarzysta. Dorastał w Hitchin w hrabstwie Hertfordshire, gdzie uczęszczał do Hitchin Boys' School oraz Brighton Institute of Modern Music. W 2015 roku wydał debiutancki album Chaos and the Calm, który zajął 1. miejsce w Wielkiej Brytanii oraz 15 w Stanach Zjednoczonych. W 2015 podczas Brit Awards James otrzymał nagrodę krytyków.

## Życiorys

### Dzieciństwo i edukacja
James Bay wychowywał się w Hitchin w hrabstwie Hertfordshire. Bay postanowił rozpocząć naukę gry na gitarze w wieku 11 lat zainspirowany utworem Erica Claptona ''Layla''. Uczęszczał do szkoły dla chłopców Hitchin Boys' School, a następnie kontynuował swoją edukację w Brighton Institute of Modern Music, gdzie uzyskał licencjat w zakresie gry na gitarze.

### Kariera
18 lipca 2013 James Bay wydał swój minialbum The Dark of the Morning. 12 maja 2014 wydał kolejny minialbum zatytułowany Let It Go, który zadebiutował w Top 10 iTunes, a tytułowy singiel „Let It Go” zajął 62 pozycję na UK Chart.
W 2014 grał jako support przed koncertami Hoziera.
23 marca 2015 wydał swój debiutancki album Chaos and the Calm.
18 marca 2018 wydał swój drugi album zatytułowany "Electric light". Nowy album przyniósł zmiany w brzmieniu artysty.